# Augochloropsis cyanescens
Augochloropsis cyanescens är en biart som först beskrevs av Heinrich Friese 1917.  Augochloropsis cyanescens ingår i släktet Augochloropsis och familjen vägbin. Inga underarter finns listade.